# A Can of Worms
A Can of Worms is een verzamelalbum van de Britse muziekgroep Parallel or 90 Degrees (Po90). Het bevat een overzicht van hun muziek uit de jaren 1996 tot 2002. In dat laatste jaar sneuvelde de band.
Het verzamelalbum is van belang aangezien hun albums nog maar mondjesmaat te verkrijgen zijn en het opnamen bevat van hun niet uitgegeven album A Kick in the Teeth for Civic Pride. Po90 is de voorloper van The Tangent, dat in eerste instantie een bijbandje zou worden van Po90. Begin 2009 kwam de band weer bij elkaar voor optredens en de opnamen van een nieuw album dat de werktitel Jitters meekreeg.

## Composities

### Cd 1
1. A Man of Thin Air (5:05) van More Exotic Ways to Die
2. The Single (5:51) van The Time Capsule
3. Unbranded (8:33) van Unbranded
4. Modern (6:31) van No More Travelling Chess
5. The Media Pirates (10:12) van The Corner of My Room
6. Promises of Life (7:41) van The Time Capsule
7. Blues for Lear (8:29) van The Time Capsule maar dan met Roine Stolt als zanger
8. Space Junk (10:32) van Unbranded
9. Petroleum Addicts (16:47) van More Exotic Ways

### Cd 2
1. Afterlifecycle Sequence (Including Dead on a Carpark Floor) (27:46) van Afterlifecycle
2. Embalmed in Acid (5:44) van More Exotic Ways
3. Four Egos, One War (19:57) van A Kick
4. Fadge Part One (3:31) van A Kick
5. A Kick in the Teeth (6:34) van A Kick
6. Unforgiving Skies (16:03) van The Time Capsule